# Formidable (1691)
Pour les autres navires du même nom, voir Formidable.
Le Formidable est un vaisseau de ligne de premier rang de la Marine royale française, portant 94/96 canons. 
Sa construction débute aux chantiers navals de Brest en 1691, d'après les plans et sous la direction du maître-charpentier Étienne Hubac. Il est lancé le 4 décembre 1691. 
Il est démantelé en 1714.